# Piotr Smidowicz
Piotr Giermorienowicz Smidowicz (ros. Пётр Гермогенович Смидович, ur. 19 maja 1874 w Rohaczowie, zm. 16 kwietnia 1935 w Moskwie) – rosyjski działacz komunistyczny, bolszewik, przewodniczący Komitetu Wykonawczego Moskiewskiej rady Miejskiej (1918), członek Centralnej Komisji Kontroli RKP(b) (1921-1922).

## Życiorys
1891-1894 studiował na Uniwersytecie Moskiewskim, z którego został wydalony, od 1895 za granicą, członek Belgijskiej Partii Socjalistycznej, 1898 ukończył Wyższą Szkołę Elektrotechniczną w Paryżu, po czym wrócił do Rosji. Od 1898 członek Socjaldemokratycznej Partii Robotniczej Rosji, 1900 aresztowany, 1901-1903 za granicą, 1908 aresztowany i skazany na osiedlenie w guberni wołogodzkiej, 1910 zwolniony. 1910-1917 pracował w elektrowniach w Kałudze w Moskwie, od marca 1917 członek Moskiewskiego Komitetu SDPRR(b), członek Komitetu Wykonawczego Moskiewskiej Rady Miejskiej, członek Prezydium WCIK i Prezydium Najwyższej Rady Gospodarki Narodowej. Od 24 lutego do 3 sierpnia 1918 przewodniczący Komitetu Wykonawczego Moskiewskiej Rady Miejskiej, 1919 przewodniczący Moskiewskiego Sownarchozu, 1920 szef zaopatrzenia 5 Armii Frontu Południowego i przewodniczący Trybunału Rewolucyjnego Frontu Południowego, uczestnik likwidacji powstania Antonowa, a w 1921 powstania kronsztadzkiego. Od 16 marca 1921 do 27 marca 1922 członek Centralnej Komisji Kontroli RKP(b), przewodniczący Komitetu Pomocy Narodom Północnych Krain przy Centralnym Komitecie Wykonawczym (CIK) ZSRR, od 1923 do śmierci przewodniczący komitetu przy Prezydium Rady Narodowości CIK ZSRR. Jeden z inicjatorów utworzenia Żydowskiego Obwodu Autonomicznego. 3 września 1931 odznaczony Orderem Lenina. Urna z jego prochami została złożona na cmentarzu Przy Murze Kremlowskim.